# Roeselia flaviscapula
Roeselia flaviscapula är en fjärilsart som beskrevs av Max Wilhelm Karl Draudt 1918. Roeselia flaviscapula ingår i släktet Roeselia och familjen trågspinnare. Inga underarter finns listade.